# Ismail Bakhti
Ismail Bakhti, né le 29 novembre 2006 à Marrakech (Maroc), est un footballeur marocain jouant au poste de défenseur central au Sturm Graz.

## Biographie

### En club
Natif de Marrakech, il commence le football au Club Athletic Marrakech avant d'intégrer le centre de formation de l'AS FAR dès son plus jeune âge.
En décembre 2024, il s'engage définitivement au SK Sturm Graz jusqu'en juin 2028. Il rejoint directement l'équipe espoirs évoluant en deuxième division autrichienne. Il dispute également l'UEFA Youth League avec la catégorie des moins de 19 ans.

### En sélection
Ismail Bakhti est international marocain en équipes de jeunes, étant sélectionné pour la première fois par Saïd Chiba avec les moins de 17 ans pour le championnat arabe de football des moins de 17 ans qui a lieu en Algérie. Titulaire dans tous les matchs disputé, il atteint la finale de la compétition contre l'Algérie -17 ans, sorti après une défaite sur séance de penaltys après un match nul à Oran,. Quelques secondes après le sacre de l'Algérie, une altercation éclate entre les joueurs algériens et marocains, provoquant un buzz dans la presse internationale,. Quelques semaines plus tard, la Fédération royale marocaine de football dépose un recours à la FIFA contre l'agression des joueurs marocains.
En novembre 2022, il dispute le tournoi de l'UNAF et remporte la compétition après trois victoires : face à la Tunisie -17 ans (victoire, 2-0), la Libye -17 ans (victoire, 1-0) et l'Égypte -17 ans (victoire, 2-1), assurant ainsi une place à la CAN U17.
Bakhti est rappelé en sélection des moins de 17 ans à l'occasion de la CAN des moins de 17 ans qui a lieu au printemps 2023 en Algérie,, dans un contexte de fortes tensions et incertitudes liées aux relations compliquées entre les deux voisins maghrébins,. Titulaire tout du long de la compétition, il permet aux siens de se qualifier pour la Coupe du monde grâce à ses remarquables prestations. Le 10 mai, il parvient à battre l'Algérie -17 ans en quarts de finael (victoire, 3-0). Il s'impose ensuite face au Mali pour atteindre la finale du tournoi,.Titulaire également en finale de la compétition face au Sénégal, les Marocains mènent au score à la mi-temps, avant que les Sénégalais reviennent au score en fin de match à Alger (défaite, 2-1),,.
Se préparant pour la Coupe du monde U17, il reçoit sa première sélection avec le Maroc -18 ans en octobre face à l'Angleterre -18 ans (défaite, 1-0). Le 23 octobre 2023, il est sélectionné sur la liste définitive de Saïd Chiba pour la Coupe du monde U17 en Indonésie. Il est éliminé en quarts de finale de la compétition, battu par le Mali -17 ans sur le score de 0-1.

## Palmarès

### En sélection
- Maroc -17 ans
  - Championnat arabe des nations
    -  Finaliste en 2022[22]

  - Tournoi de l'UNAF (1)
    -  Champion en 2022

  - Coupe d'Afrique des nations
    -  Finaliste en 2023
- Maroc -20 ans
  - Coupe d'Afrique des nations
    -  Finaliste en 2025